# Tuwa
Les Tuwa (ou Tuva, Touva) sont un peuple d'origine mongole qui vit principalement aux alentours du lac Kanas, au nord de la région autonome du Xinjiang en Chine. La population actuelle, d'environ 2000 à 3 000 personnes, est principalement installée dans les villages de Tuwa, Hemu et Baihaba. Ils sont souvent désignés localement sous les noms de « Tribu dans les nuages » et « Habitants de la forêt ».
Il est généralement admis qu'ils sont de la même ethnie que les populations vivant actuellement dans la République de Touva en Russie (plus de 200 000 personnes), et que d'autres populations vivant dans l'ouest de la Mongolie (environ 27 000 personnes). Selon la tradition locale, leur installation dans la région date d'environ cinq siècles, mais il est probable qu'elle est plus récente.
Leur mode de vie est proche de celui des Mongols et des Kazakhs. Ils pratiquent traditionnellement l'élevage nomade et la chasse, passant l'hiver dans leurs maisons de bois regroupées dans quelques villages, qu'ils quittent au printemps avec leur bétail pour une vie nomade durant laquelle la yourte qu'ils transportent avec eux leur sert d'habitation. Leur nourriture est principalement constituée de viande de bœuf et de mouton, de laitages, de pommes de terre et de légumes divers selon la saison.
Bien que convertis au bouddhisme par des moines tibétains au début du XVIIIe siècle, le chamanisme demeure encore présent chez les Tuwa, notamment dans leur vénération des forces de la nature. En particulier, lors de la fête de l'Aobao, qui se tient chaque année le 29e jour du cinquième mois lunaire, ils honorent le feu, l'eau, les montagnes et l'Aobao, sorte de cairn constitué de pierres, de terre et d'herbe, en offrant des sacrifices.
Ils pratiquent une langue de la famille des langues mongoles (le touvain, qu'ils appellent Diba ou Kok Mungak), qu'ils n'écrivent pas, contrairement aux Tuwa de Russie qui utilisent l'alphabet cyrillique. Une grande partie de la population pratique également d'autres langues, notamment le kazakh (90 %), le kalmouk (oïrat) (30 %) et le mandarin.
Leur instrument de musique traditionnel est une sorte de flûte nommée « Chu'wu'er », réalisée à partir de la tige d'une plante herbacée.
Ils ne sont pas reconnus officiellement comme minorité ethnique en Chine, où ils ne sont pas distingués de l'ethnie mongole.

## Sources
- (fr) L'inoubliable lac Kanas (china.org.cn)
- (en) The Mysterious Tribe of Tuwa (china.org.cn)
- (en) The Tuwa of Xinjiang (China today)
- (en) Lake Kanas, a Secluded Paradise (linese.com)
- (en) Kanas Lake (site gouvernemental)
- (en) Fieldwork: Tuva 2003 (K. David Harrison)

### Autre lien externe
- (en + ru) TyvaWiki